# NGC 22
NGC 22 es una galaxia espiral localizada en la constelación de Pegaso. Fue descubierto en 1883 por Édouard Stephan.